# Lomandra maritima
Lomandra maritima är en sparrisväxtart som beskrevs av T.S.Choo. Lomandra maritima ingår i släktet Lomandra och familjen sparrisväxter. Inga underarter finns listade i Catalogue of Life.